# 丽口螺科
麗口螺科（學名：Calliostomatidae）是海螺的一個科，属于腹足纲古腹足類演化支的鐘螺總科。

## 形態描述
麗口螺科的种类异常多样。它们的特点是阶梯状的塔尖和尖尖的殼口。它们可能有或没有脐孔。有时螺柱较厚，部分覆盖鼻孔。螺旋线有窄的，也有粗的。它们栖息于各种各样的海洋环境，从潮間帶到半深海带。

## 分類學
本科過往一直都被視為鐘螺科之下的一個亞科，直至獨立出來為止。

### 2005年分類
根据2005年出版的《布歇和羅克魯瓦的腹足類分類》，本科由以下两个亚科组成：
- 丽口螺亚科（英语：Calliostomatinae） Calliostomatinae（英语：Calliostomatinae） Thiele, 1924 (1847)
  - 丽口螺族 Calliostomatini Thiele 1924 (1847)：異名有Ziziphininae Gray, 1847
  - Fautricini·马歇尔部落，1995 ：由
- Thysanodontinae Marshall, 1988

### 属
本科包括下列各屬：
丽口螺亚科 Calliostomatinae
- 丽口螺族 Calliostomatini Thiele 1924 (1847)：異名有Ziziphininae Gray, 1847
  - 麗口螺屬 Calliostoma Thiele 1924 (1847)

Thysanodontinae